# محله قوردلار
محله قوردلار (ترکی آذربایجانی: Qurdlar məhəlləsi) ― یکی از محله‌های پایین شهر شوشا است که در قرن هجدهم احداث شده‌است
خانهٔ زهراب‌بیگ‌اوف‌ها که از خاندان‌های ریشه‌دار قره‌باغ هستند، کاخ خانم قارابویوک، املاک پدری احمد بیگ آقااوغلو در این محله قرار دارد.

## درباره
کاخ «قارابویوک خانیم» در این محله قرار دارد. این کاخ یکی از ۲ کاخی است که در محوطه قلعه شوشا باقی مانده است. در کتیبه دروازه ورودی قلعه آمده‌است که در سال ۱۷۶۸ ساخته شده‌است.
یکی از املاک واقع در این محله، خانه زهراب‌بیگ‌اف است. این خانه در قرن ۱۹ ساخته شده‌است. پس از اشغال شوروی، خانه مصادره شده و گالری عکس شوشا در اینجا فعالیت داشته‌است. پس از اشغال شوشا در سال ۱۹۹۲، ساختمان غارت و پنجره‌های ارسی و نقاشی‌های دیواری آن ناپدید شد. در حال حاضر ساختمان در حالت نیمه ویراناست.
خانه ای که احمد بیگ آقااوغلو در آن متولد و بزرگ شد نیز در محله قوردلار واقع شده‌است. پس از اشغال شوروی، این ساختمان به عنوان دفتر و مؤسسه، پانسیون و مدرسه مورد استفاده قرار گرفت. این مکان در میان مردم بومی به «مدرسهلسنایا» معروف بوده‌است. پس از اشغال شوشا در سال ۱۹۹۲، خانه احمد بیگ آقااوغلو به کلی ویران شد.
بعد از آزادی شوشا، سازمان «تورک اوجاقلاری» که در سال ۱۹۱۲ در خانهٔ آقااوغلو در آنکارا تأسیس شده بود از دولت آذربایجان درخواست کرد تا با تقبل تمام هزینه‌ها، خانه آقااوغلو در شوشا را مرمت کند.

## نگارخانه

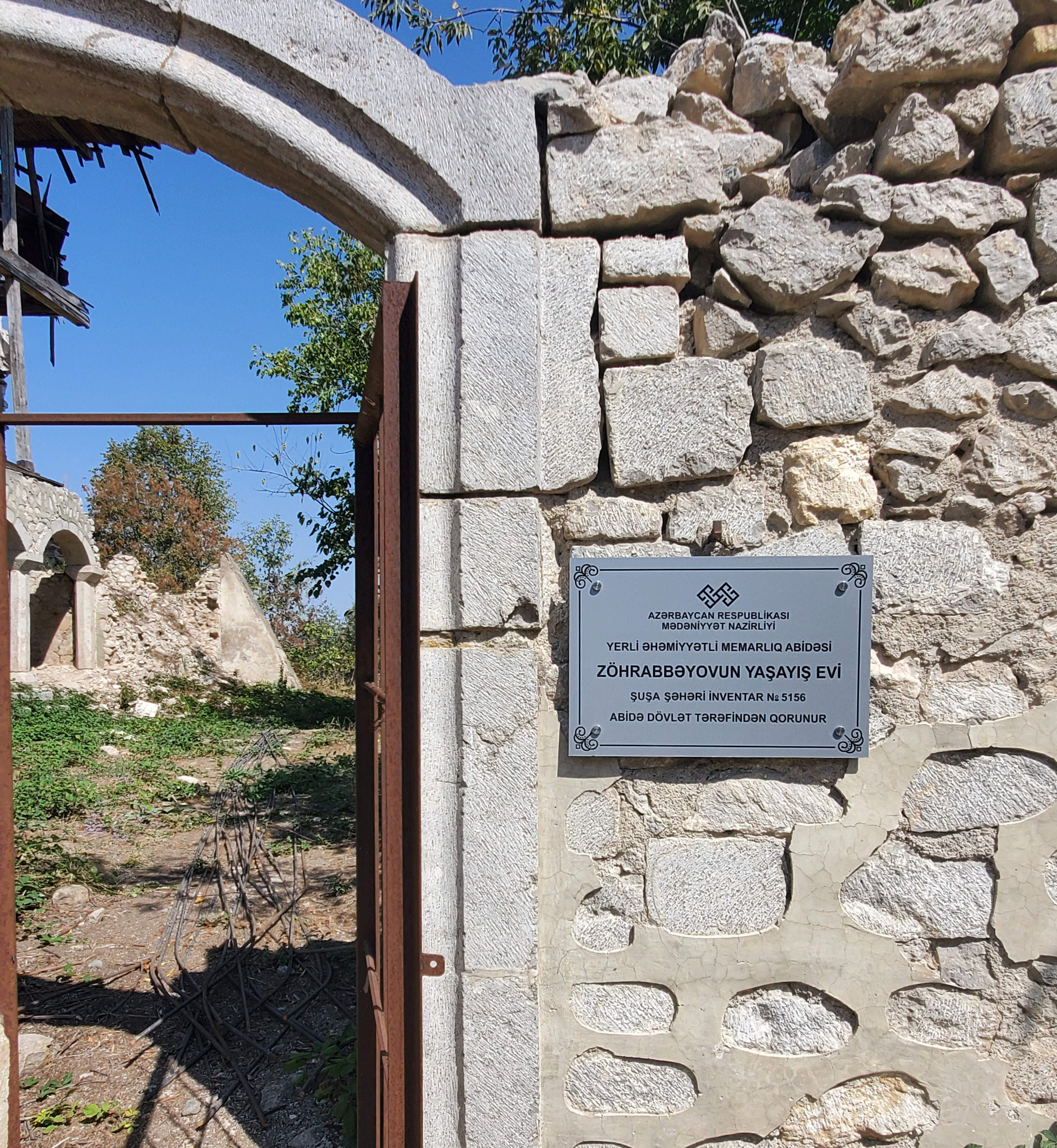
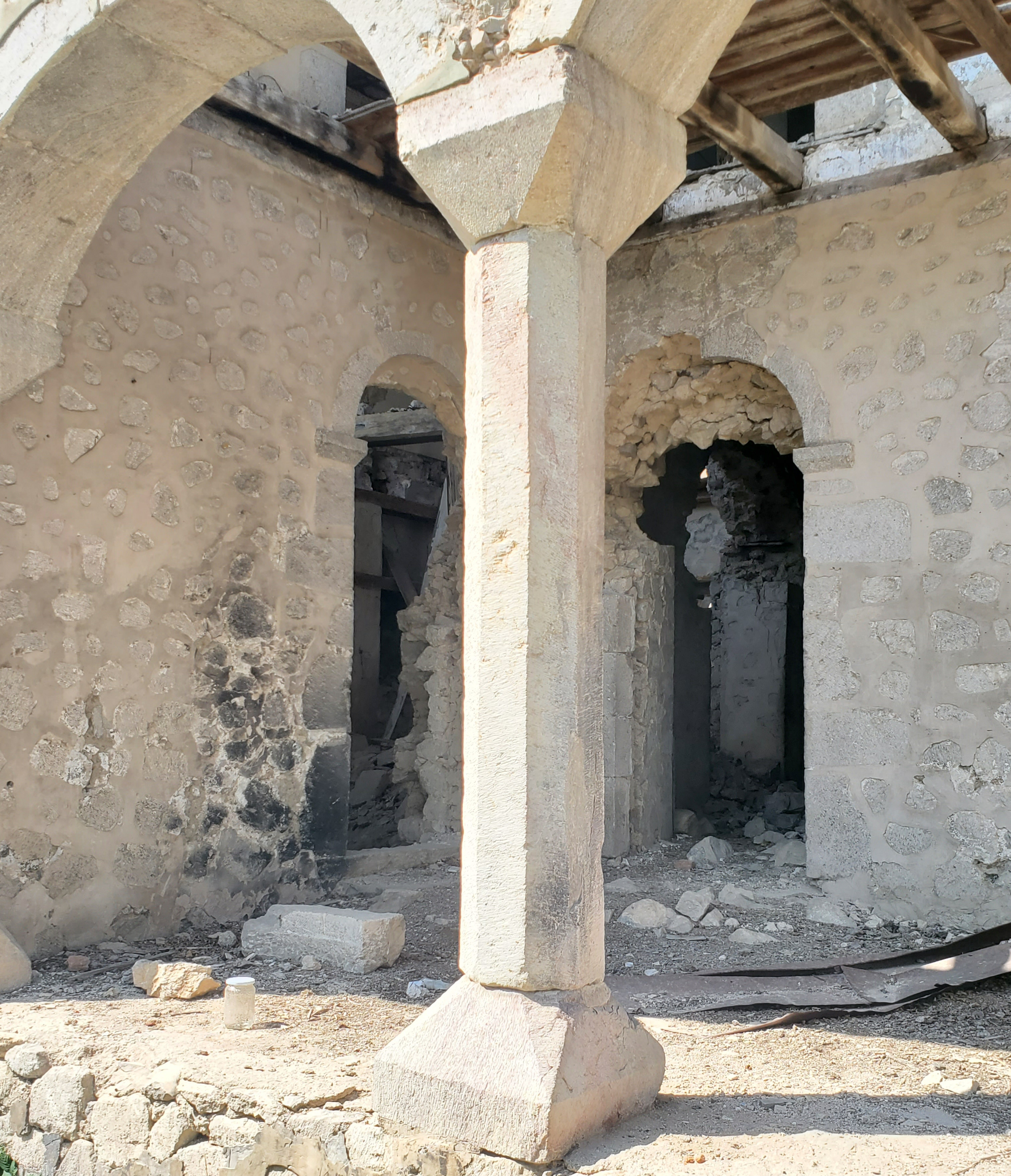
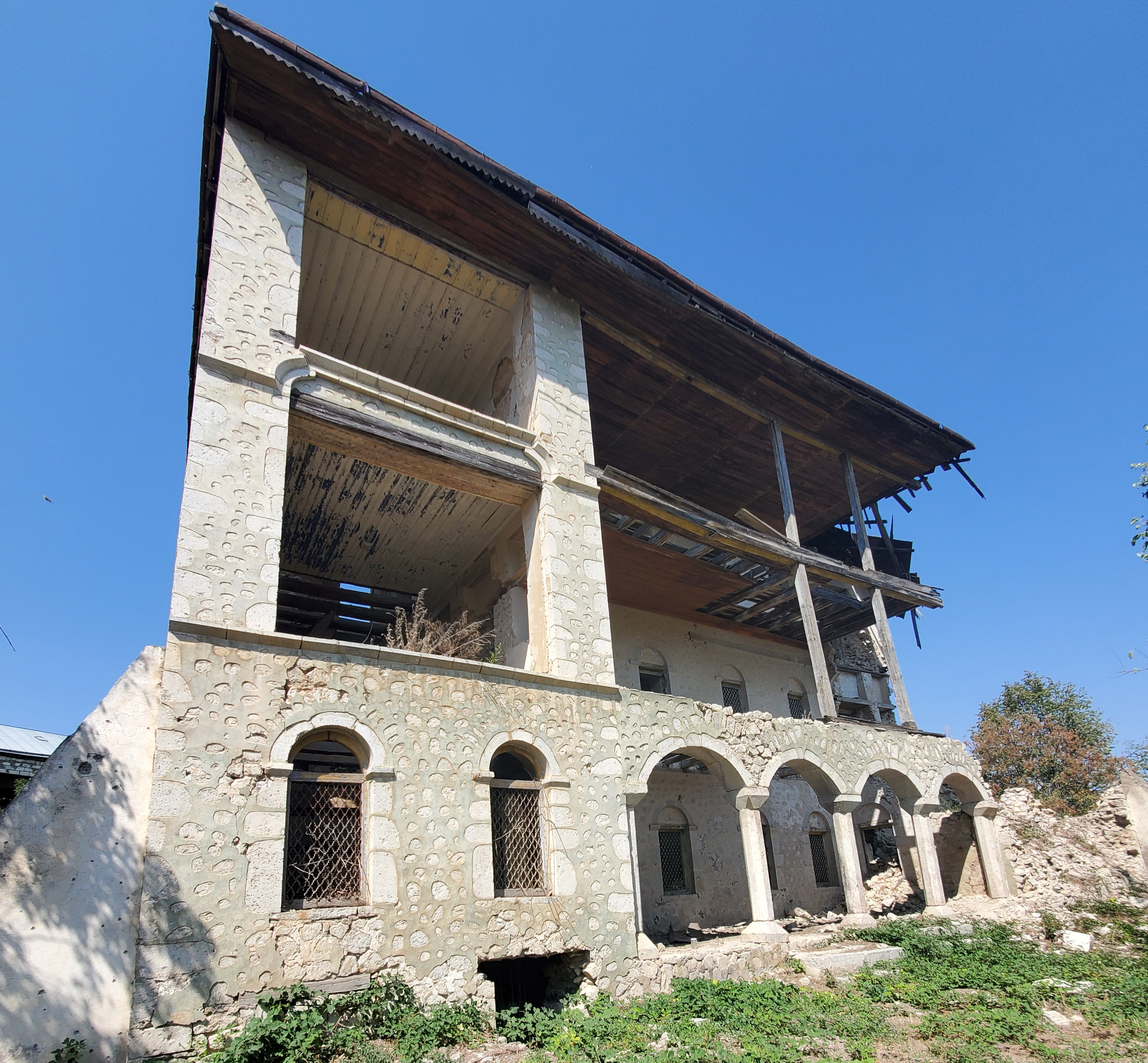
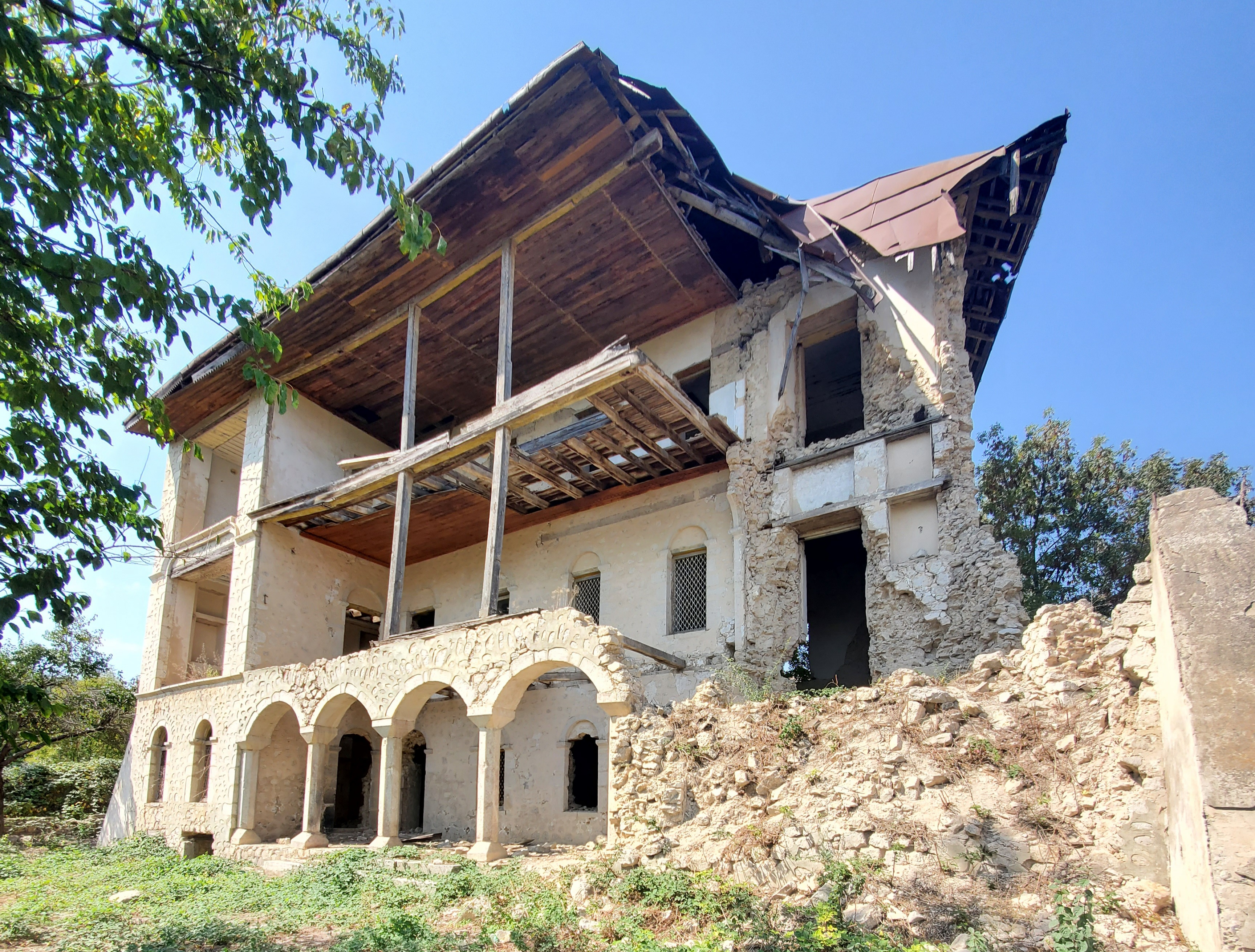
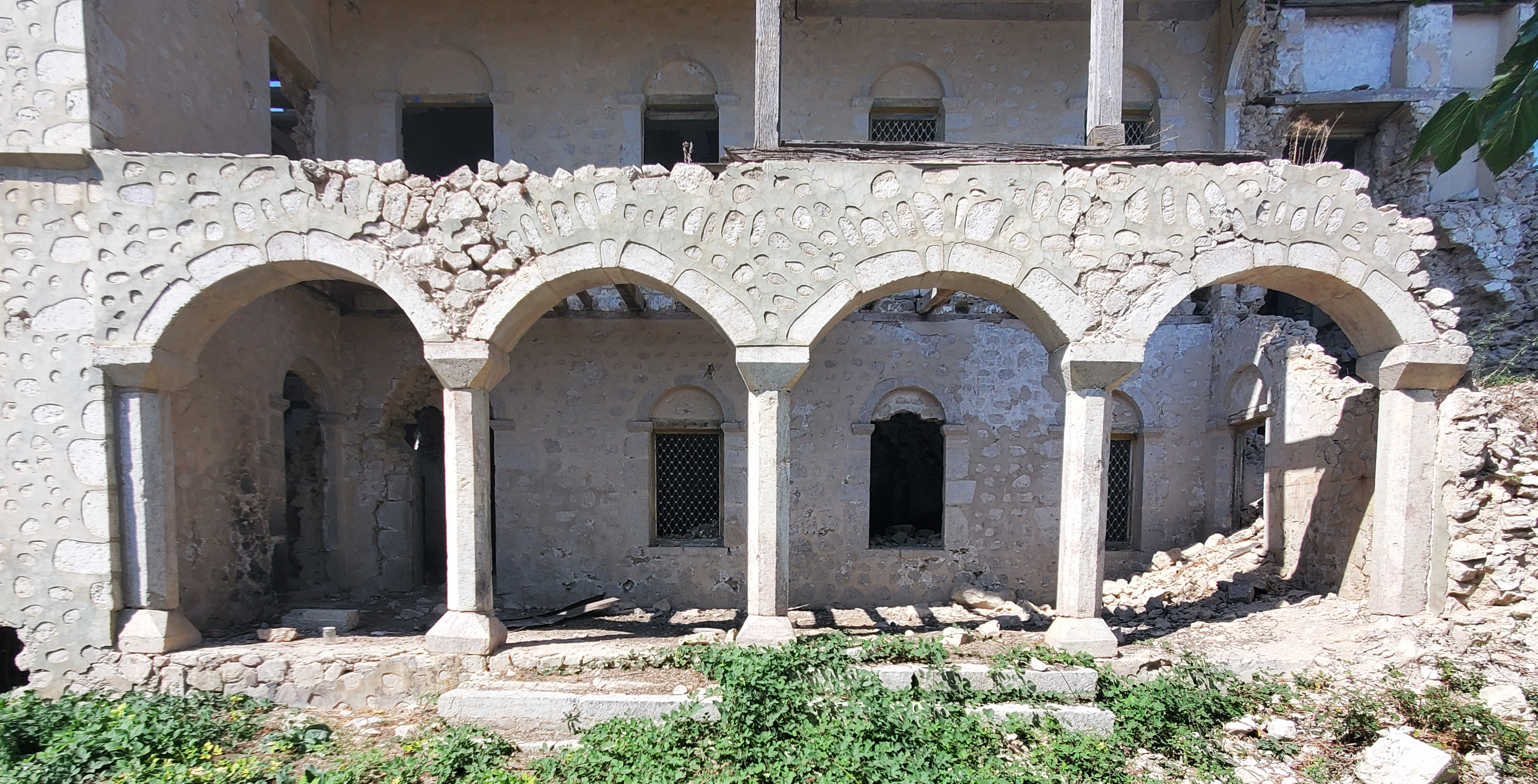